# Michel Darluc
Michel Darluc (Fréjus, 1717 – 1783) foi um médico e botânico francês.